# 톰스강

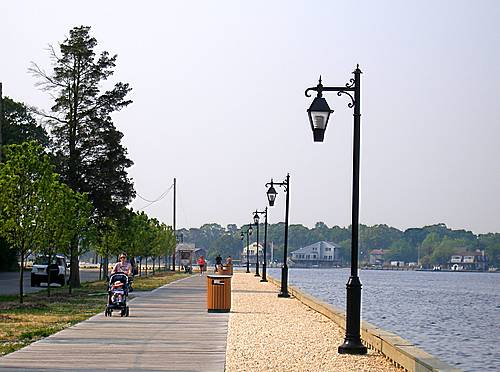
톰스 강

톰스강(Toms River)은 뉴저지주의 강이다. 총 길이는 67.1km이다.